# Хьюэтт, Зейн
Зейн Алекса́ндр Джеймс Хью́этт (англ. Zane Alexander James Huett; 9 мая 1997, Риверсайд, Калифорния, США) — американский актёр.

## Биография
Зейн наиболее известен ролью Паркера Скаво, младшего сына Линетт и Тома Скаво, в сериале ABC «Отчаянные домохозяйки». Он играл младшего сына Скаво, хотя на полгода старше актёров Брента и Шейна Кинсманов, которые играли старших сыновей-близнецов Скаво. «Отчаянные домохозяйки» — первая работа Хьюэтта на телевидении.
Среди его других фильмов «Загадочная кожа» и «P.O.V .: Глаз камеры».
У него есть младшая сестра, Зои Алекса Джулианн Хьюэтт, которая также иногда играет в кино.
Зейн в настоящее время служит послом StarPower для Детского фонда «Старлайт», поощряя других молодых людей уделять время, энергию и ресурсы, чтобы помочь другим детям и работать со Starlight, чтобы осветить жизнь серьёзно больных детей.

## Фильмография
| Год       |    | Русское название               | Оригинальное название                | Роль            |
| --------- | -- | ------------------------------ | ------------------------------------ | --------------- |
| 2003      | ф  | P.O.V .: Глаз камеры           | P.O.V.: The Camera's Eye             | Зейн            |
| 2004      | ф  | Ещё один день в соседстве      | Just Another Day in the Neighborhood | Билли           |
| 2004      | ф  | Загадочная кожа                | Mysterious Skin                      | Сын Джексона    |
| 2004—2010 | с  | Отчаянные домохозяйки          | Desperate Housewives                 | Паркер Скаво    |
| 2006      | ки | Desperate Housewives: The Game | Desperate Housewives: The Game       | Паркер Скаво    |
| 2009      | ф  | Дорогой лимонных Лима          | Dear Lemon Lima                      | Геркулес Говард |
| 2011      | тф | Рок-хаус                       | Rock the House                       | Томми           |
| 2012      | с  |                                | Blooob                               | Броуди          |

## Награды
| Награды | Награды   | Награды                        | Награды                                                                                | Награды               |
| Год     | Результат | Премия                         | Номинация                                                                              | Номинированная работа |
| ------- | --------- | ------------------------------ | -------------------------------------------------------------------------------------- | --------------------- |
| 2005    | Победа    | Молодой актёр                  | Лучшая роль в сериале (комедия или драма): юный актёр в возрасте десяти лет или младше | Отчаянные домохозяйки |
| 2007    | Номинация | Премия Гильдии киноактёров США | Лучший актёрский состав в комедийном сериале                                           | Отчаянные домохозяйки |
| 2008    | Номинация | Премия Гильдии киноактёров США | Лучший актёрский состав в комедийном сериале                                           | Отчаянные домохозяйки |
| 2009    | Номинация | Премия Гильдии киноактёров США | Лучший актёрский состав в комедийном сериале                                           | Отчаянные домохозяйки |